# Правова държава
Правовата държава (на немски: Rechtsstaat) е способ за организиране на обществото за реализация на следните задачи:
- спазване на гражданските права и свободи;
- върховенство на закона – всеобщо равенство на всички пред закона без изключение;
- конституционно закрепване на принципа за разделение на властите;
- разрешаване на споровете чрез справедлив съдебен процес.

Понятието и терминът „правова държава“ са продукт на немската правна школа. В англосаксонския свят се използва изразът Rule of Law, означаващ „върховенство на закона“, който има по-различно звучене и значение с оглед разликата между англосаксонската и пандектната правна система.
За първи път изразът правова държава е използван от немския юрист Роберт фон Мол в едно негово съчинение „Die deutsche Polizeiwissenschaft nach den Grundsätzen des Rechtsstaates“ от 1832/34 г. Философията на правото в случая е заимствана от идеите на Имануел Кант.

## Същностни характеристики
На правовите държави са присъщи следните иманентни и същностни характеристики:
1. наличие на развито гражданско общество;
2. ефективно действащ антимонополен механизъм;
3. правен механизъм възпрепятстващ съсредоточаването на правомощия в една власт или институция;
4. механизъм за правна защита от произволни действия или бездействия на властта;
5. съд като институция, обезпечаваща спазване върховенството на закона и ограничаваща държавната власт;
6. защита правата на собственост;
7. спазване правата на малцинствата и недопускане диктатура на мнозинството.

Концептуално правовата държава се крепи на три постулата: върховенство на закона, върховенство на правото и върховенство на правосъдието.

### Върховенство на закона
Върховенството на закона е по-скоро един политически идеал, според който конституционните разпоредби в държавата трябва да са ефективни, да бъдат прилагани и да се спазват. Тази обща концепция се използва в различни значения. Общият елемент е, че законността е необходимо условие за функционирането на демократичните общества. Върховенството на правото предполага, че държавното управление трябва да се води според законите. В този смисъл това означава, че гражданите, които са засегнати от дадено управленско решение, могат да оспорят законността му пред съд, ръководен от независим съдия.
Върховенството на закона предполага върховенство на основния закон на една държава – конституцията пред останалите закони, в случай че ѝ противоречат. Той е над всички останали, но законът е закон ако има легитимиращ авторитет.

### Върховенство на правото
В по-широките си формулировки концепцията за върховенството на правото насърчава ограничаване намесата на държавата. Върховенството на правото може да служи и като средство за осигуряване на социален ред, тъй като равенството пред законите и независимостта на съдебния процес правят по-поносими съществуващите различия в обществото. Влиянието му зависи и от способността на съдилищата да олицетворяват независимата и безпристрастна съдебна власт, която да правоприлага независимо закона, и по справедливост.

### Върховенство на правосъдието
Най-кратко, върховенството на правосъдието означава, че всеки един спор може да бъде отнесен за разрешаване до съда. Ограничаване на това право е отказ от правосъдие. Всеки един спор приключил с влязъл в сила съдебен акт има задължително действие за страните и обвързваща сила за всички останали адресати засегнати от него.

## История
От Античността насам концепцията за върховенство на правото непрекъснато се развива. Често при различните ѝ интерпретации се включват морални или политически идеи, свързани с определени представи за справедливост, с идеята за човешки права. Върховенството на правото е тясно свързано с конституционализма. Днес се смята, че същността на върховенството на правото е в това, че действията както на всички граждани, така и на властите в държавата трябва да бъдат ограничени от публични закони. За тази цел законите трябва да са разбираеми, ясни, достъпни, с еднаква сила за всички, да осигуряват защита на основните човешки права. Правосъдието и правораздаването трябва да са обективни и безпристрастни, управляващите и държавните служители на всички нива трябва да се придържат строго в рамките на правомощията си, а държавите – да спазват задълженията си според разпоредбите на международното право.

## Република България като правова държава
Съгласно волята на конституционния законодател изразена в преамбюла на Конституцията на България и закрепена в чл. 4, ал. 1 от основния закон на страната: 
| „ | Република България е правова държава. Тя се управлява според Конституцията и законите на страната. | “ |

Прокарването на принципа на правовата държава в България е продиктувано от настъпилите промени в Централна и Източна Европа след падането на Желязната завеса и Берлинската стена. Този принцип отразява волята на народа, изразена посредством конституционния законодател в случая – 7-ото Великото народно събрание.